# Леонс и Лена (представа)
Леонс и Лена је позоришна представа коју је режирао Владан Ђурковић према комаду Карла Георга Бикнера.
Премијерно приказивање било је 27. марта 2013. у омладинском позоришту ДАДОВ.
Постављањем представе ДАДОВ је обележио Светски дан позоришта и 200 година од рођења великана немачке драмске сцене Бикнера.
Представа се бави темом неопходности борбе за лична и друштвена права као и проблемима који данас муче младе.

## Радња
Леонс и Лена беже у напуштено, индустријско постројење од кога праве своју животну оазу – сквот.

## Улоге
| Лица | Глумци               |
| ---- | -------------------- |
|      | Милена Божић         |
|      | Марко Величковић     |
|      | Дуња Стојановић      |
|      | Огњен Дрењанин       |
|      | Јоаким Тасић         |
|      | Марина Кецман        |
|      | Немања Стојковић     |
|      | Чарна Вучинић        |
|      | Маја Милић           |
|      | Тамара Тамбурић      |
|      | Глигорије Маринковић |
|      | Јелена Ивковић       |
|      | Стефан Миливојевић   |
|      | Миона Марковић       |
|      | Ђорђе Николић        |
|      | Миља Младеновић      |
|      | Јована Божић         |
|      | Теодора Петковић     |
|      | Матија Матовић       |
|      | Лука Лончаревић      |
|      | Милица Божић         |
|      | Станко Курјаков      |
|      | Стефан Динчић        |